# Hawker Hoopoe
El Hawker Hoopoe fue un prototipo de avión de caza naval británico diseñado y construido en 1927, por Hawker Aircraft.
Las pruebas de servicio encontraron que el avión no era satisfactorio y fue reemplazado por el diseño Nimrod de la misma compañía.

## Diseño y desarrollo

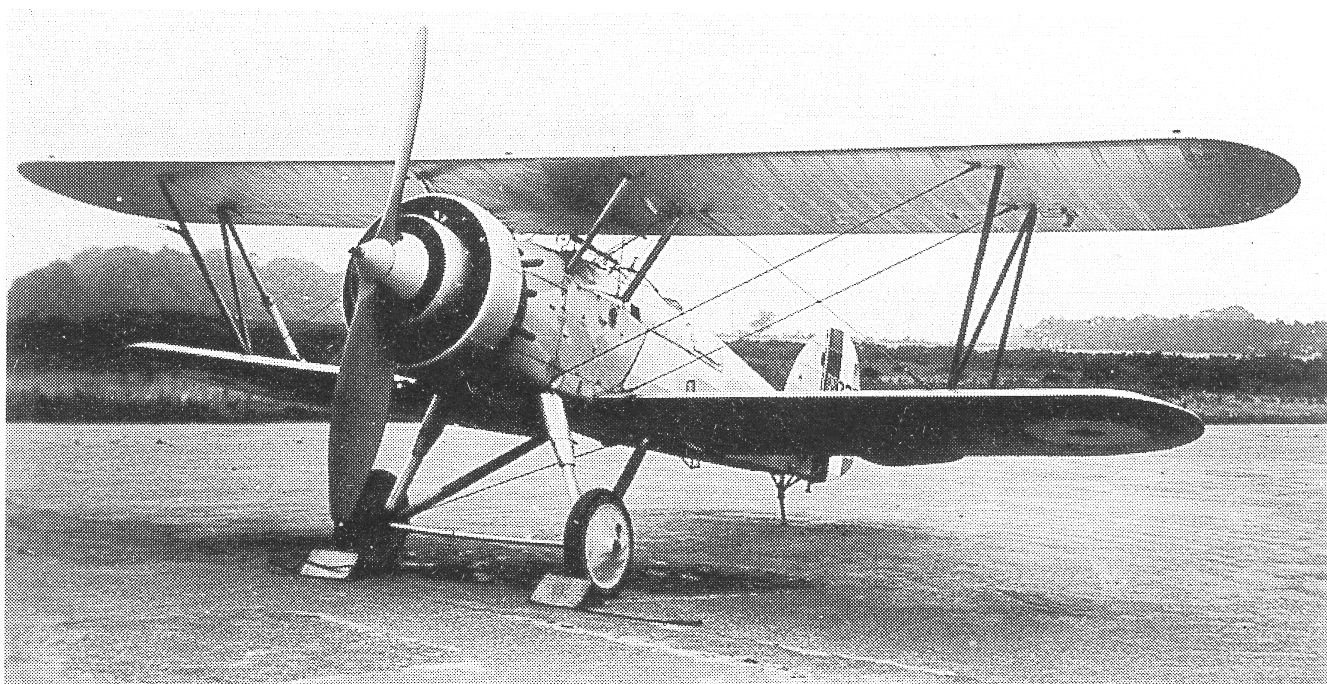
Hoopoe en 1929 con doble anillo Townend alrededor del motor Panther y alas de un solo vano.

El Hoopoe, que lleva el nombre del pájaro del mismo nombre (abubilla), fue un diseño de capital privado propuesto para cubrir la Especificación N.21/26, aunque el avión no siguió estrictamente la misma. El Hoopoe era un biplano monoplaza con cabina abierta y tren de aterrizaje fijo. Posteriormente, también se probaron flotadores.
El rediseño de las alas cambió la disposición de un biplano de dos vanos a una configuración de un solo vano. Durante el breve período de pruebas se instalaron tres tipos de motores, dos variantes del Bristol Mercury fueron reemplazadas más tarde por un Armstrong Siddeley Jaguar y un Panther, con un aumento en las prestaciones.
Las pruebas en Felixstowe en 1929 con flotadores instalados demostraron que el avión tenía muy poca potencia con el motor Mercury, lo que requirió el cambio al motor Jaguar. El interés del servicio en el modelo había disminuido en el otoño de 1930, aunque el único prototipo continuó en desarrollo, volando con Armstrong Siddeley y el Royal Aircraft Establishment hasta 1932, cuando el Hoopoe fue desguazado.

## Especificaciones (Hoopoe, alas de un solo vano, Panther III)
Referencia datos: Mason 1991

### Características generales
- Tripulación: Uno (piloto)
- Longitud: 7,5 m (24,5 ft)
- Envergadura: 10,1 m (33,2 ft)
- Superficie alar: 26,8 m² (288,5 ft²)
- Peso vacío: 1263 kg (2783,7 lb)
- Peso cargado: 1774 kg (3909,9 lb)
- Planta motriz: 1× motor radial de 14 cilindros refrigerado por aire Armstrong Siddeley Panther III.
  - Potencia: 420 kW (579 HP; 571 CV)
- Hélices: Bipala de madera
- Capacidad de combustible: 250 L

### Rendimiento
- Velocidad máxima operativa (Vno): 316 km/h (196 MPH; 171 kt) a 3800 m (12 500 pies)
- Techo de vuelo: 7200 m (23 622 ft)
- Tiempo a altitud: 6 min 40 s para 3000 m (10 000 pies)

### Armamento
- Ametralladoras: 

  - 2 de 7,7 mm

## Aeronaves relacionadas

### Desarrollos relacionados
- Hawker Nimrod

### Aeronaves similares
- Gloster Gnatsnapper